# فاسلاف سفيركوش
فاتسلاف سفيركوش (بالتشيكية: Václav Svěrkoš)‏، من مواليد 1 نوفمبر 1983 في ترينيتش في تشيكوسلوفاكيا، لاعب كرة قدم تشيكي.
بدأ مسيرته الكروية مع نادي بانيك أوسترافا في عام 2001، ولعب معهم حتى عام 2003، وشارك معهم في 26 مباراة وسجل 14 هدف، وفي عام 2003 انتقل إلى نادي بروسيا مونشنغلادباخ الألماني، ولعب معهم حتى عام 2005، وشارك معهم في 70 مباراة وسجل 17 هدف، وفي موسم 2005/2006 انتقل إلى نادي هيرتا برلين الألماني، ولعب معهم 10 مباريات، وفي موسم 2006/2007 عاد إلى نادي بروسيا مونشنغلادباخ الألماني، ولعب معهم 6 مباريات، وفي عام 2007 انتقل إلى نادي أوستريا فيينا النمساوي، ولعب معهم 7 مباريات، وفي عام 2007 عاد إلى نادي بانيك أوسترافا، وهو يلعب معهم حتى الآن.
بدأ باللعب مع منتخب التشيك لكرة القدم في عام 2008.

## روابط خارجية
- فاسلاف سفيركوش على موقع الاتحاد الدولي (مؤرشف)  (الإنجليزية)
- فاسلاف سفيركوش على موقع الاتحاد التشيكي (الإنجليزية)
- فاسلاف سفيركوش على موقع رابطة كرة القدم الفرنسية للمحترفين (الإنجليزية)
- فاسلاف سفيركوش على موقع قاعدة بيانات كرة القدم.إي يو (الإنجليزية)
- فاسلاف سفيركوش على موقع بيانات كرة القدم. دي إي (الألمانية)
- فاسلاف سفيركوش على موقع ليكيب (الفرنسية)
- فاسلاف سفيركوش على موقع ناشيونال فوتبول تيمز (الإنجليزية)
- فاسلاف سفيركوش على موقع Soccerway.com (الإنجليزية)
- فاسلاف سفيركوش على موقع عالم كرة القدم.نت (الإنجليزية)
- فاسلاف سفيركوش على موقع كووورة